# Timmelsjoch
Das Timmelsjoch, kurz der Timmel (italienisch Passo del Rombo), ist ein Grenzpass zwischen Österreich (Bundesland Tirol) und Italien (Autonome Provinz Bozen – Südtirol) und liegt auf einer Höhe von 2474 m ü. A. Das Joch ist Teil der Europäischen Wasserscheide und der einzige befahrbare Übergang des Alpenhauptkamms zwischen Reschen und Brenner. Es verbindet das Ötztal mit Passeier und trennt die Ötztaler Alpen von den Stubaier Alpen. Seit dem Inkrafttreten des Vertrags von Saint-Germain 1920 verläuft über das Timmelsjoch die Grenze zwischen Italien und Österreich. Die Südtiroler Anteile der Passhöhe gehören zum Naturpark Texelgruppe.

## Höhe
Zur Höhe des Timmelsjochs kursieren verschiedene Angaben. Die amtliche Österreichische Karte taxiert den Übergang auf 2474 m, das Südtiroler GIS Geobrowser vermerkt eine Höhe von 2472 m. Grundsätzlich verzeichnen alle neueren Kartenwerke das Timmelsjoch zwischen der 2470-m- und der 2480-m-Höhenlinie. Das Straßenschild auf der Passhöhe sowie die Homepage der Betreibergesellschaft verkündeten lange Zeit im Gegensatz dazu mit 2509 m eine markant abweichende Angabe.

## Name
Das Wort Timmel wird auf das alte rätoromanische Wort tömbl zurückgeführt, das einen kleinen Hügel bezeichnete, was darauf schließen lässt, dass der Pass schon seit alter Zeit genutzt wird. Im Lateinischen erinnert das Wort tumulus für einen Grabhügel immer noch daran. Freilich ist nicht der Pass Timmelsjoch selbst mit der Bezeichnung „kleiner Hügel“ gemeint, vielmehr nimmt der Name Bezug auf die vom Gletscher gebildeten runden Schutthöcker, die noch heute den gesamten Timmelsjochweg säumen. Aus dem Jahr 1745 ist die Bezeichnung Timblerjoch überliefert.
Der italienische Name Passo del Rombo bedeutet „Pass des Dröhnens, Donners“ und ist jüngeren Datums.

## Geschichte
Über das Timmelsjoch drangen die ersten Siedler aus Passeier in das innere Ötztal vor. Passeirer Bauern verfügen immer noch über Weiderechte im Gurgler Tal, wovon der am Timmelsjoch zweimal jährlich stattfindende Schaftrieb über den Ötztaler Alpenhauptkamm zeugt.
Das Joch bildete im Mittelalter die Südgrenze der Grafschaft im Oberinntal und der Urpfarre Silz. Später verlief hier die Grenze des Gerichtes Petersberg bei Silz. Der Pass wurde schon 1241 als „Thymels“ urkundlich erwähnt. 1320 wurde ein Saumweg angelegt. Er war schon früh ein Handelsweg, auch die Kaufmannsgeschlechter Fugger und Welser haben ihn benutzt. Um 1770 sind die Bezeichnungen „Timbl Ioch“ und „Passeyrer Gerichts Alpe Timbls“ bezeugt. 1897 beschloss der Tiroler Landtag, eine Straße über den Timmel zu bauen, aber andere Projekte wurden vorgezogen.
Durch den Friedensvertrag von St. Germain verlief ab 1920 die Grenze zwischen Italien und Österreich über das Joch und jeglicher offizieller Grenzverkehr war unterbunden. In den letzten Wochen des Zweiten Weltkriegs im April und Mai 1945 kehrten hier zahlreiche Soldaten der deutschen Wehrmacht aus Italien zurück.
Im Jahr 2010 wurde das Timmelsjoch-Museum eröffnet. Der Südtiroler Architekt Werner Tscholl projektierte weitere Architektur-Elemente skulptureller Art, welche die Funktion der Kommunikation und Verbindung unterstreichen sollen.

## Passstraße

### Geschichte der Errichtung
Der Plan des Baus einer Straße über das Timmelsjoch wurde seitens Österreich bald nach dem Zweiten Weltkrieg aufgenommen. Das Projekt wurde vom damaligen Landesrat und späteren Landeshauptmann, Eduard Wallnöfer, selbst ein gebürtiger Südtiroler, wesentlich vorangetrieben.
Zwischen 1955 und 1959 wurde die Nord(west)rampe in Österreich als mautpflichtige Privatstraße errichtet, die Baukosten betrugen 28 Millionen Schilling (entspricht etwa dem heutigen Gegenwert von 14 Millionen Euro). Sie verknüpft die in Untergurgl endende Ötztalstraße mit der Passhöhe.

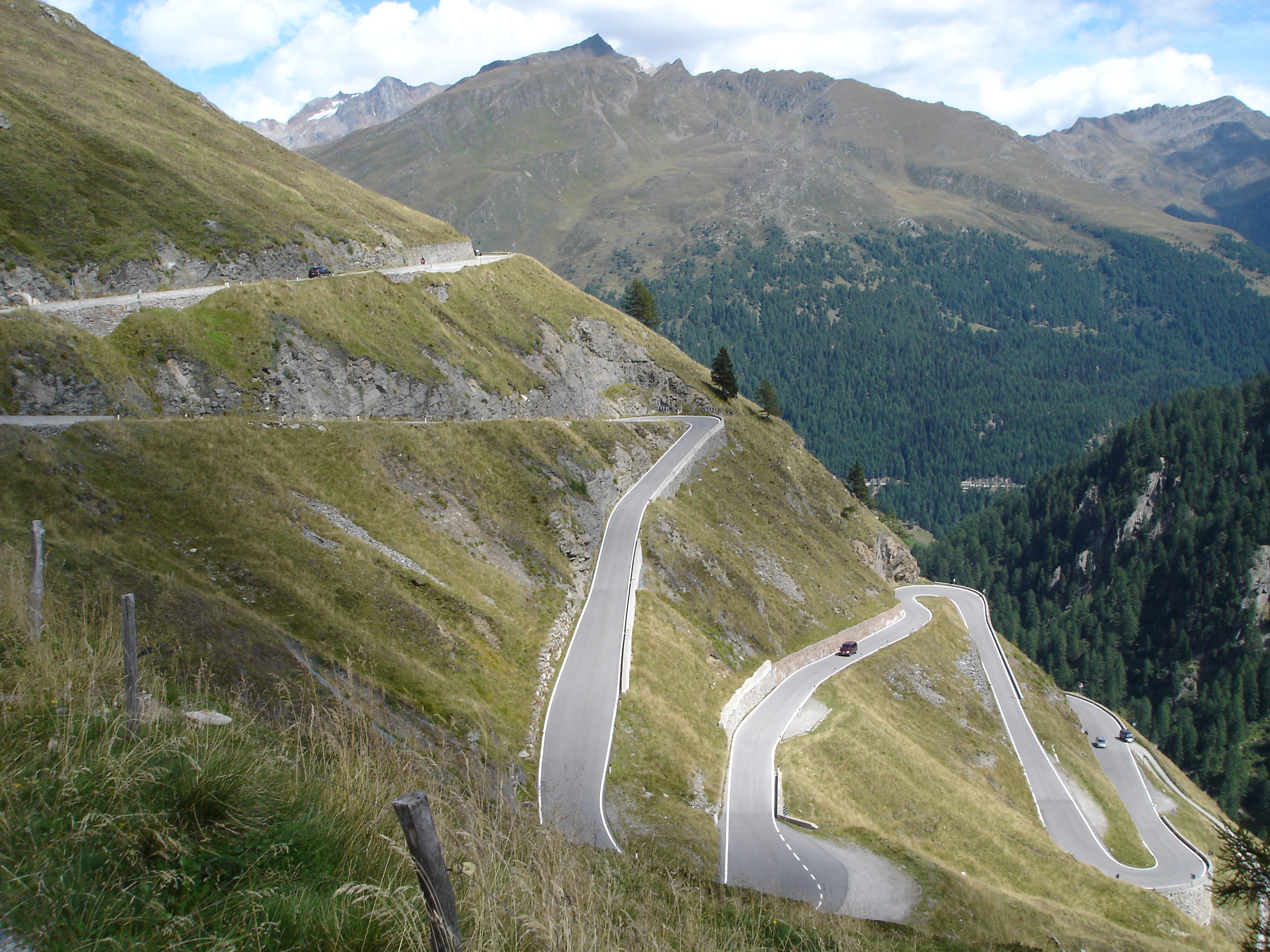
Serpentinen auf der Süd(ost)rampe in Italien

Die Süd(ost)rampe von Passeier (Italien) hinauf war unter Benito Mussolini ab 1933 bis zwei Kilometer vor das Joch als Militärstraße gebaut worden, um sie im Kriegsfall zur Offensive gegen Österreich nutzen zu können, doch mit Abschluss der Achse Berlin–Rom mit dem Treffen von Mussolini und Hitler (25. Oktober 1936) wurden die Arbeiten eingestellt. Es dauerte noch bis zum 15. September 1968, bis die nun als öffentliche SS 44 bis ausgewiesene Straßenverbindung auch auf italienischer Seite offiziell freigegeben werden konnte.

### Nutzung

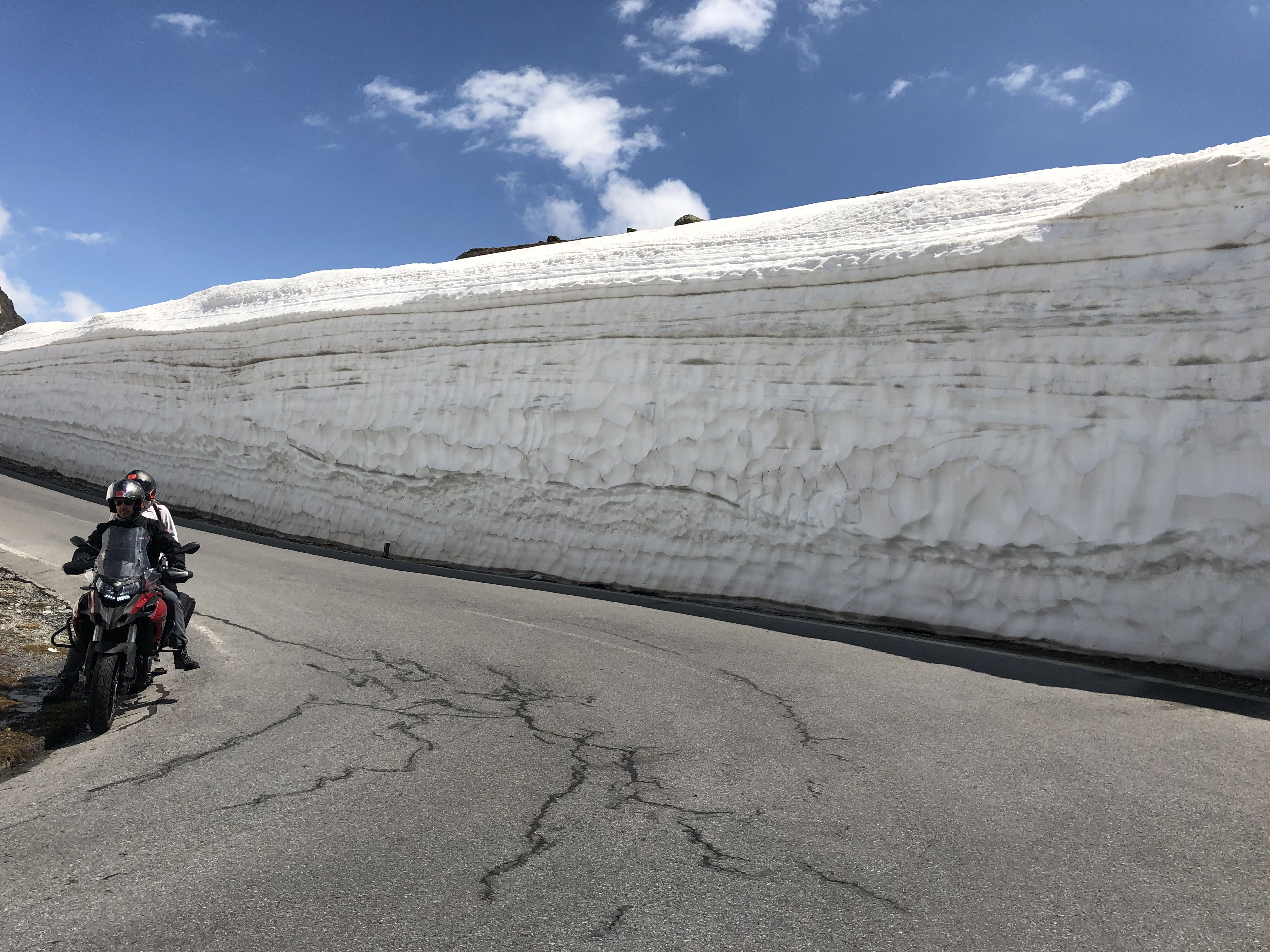
Schneewand in Österreich kurz vor der Passhöhe, 17. Juni 2019

Die Straße ist in der Regel von Mitte Juni bis Mitte Oktober / Anfang November von 7 bis 20 Uhr geöffnet. Bedeutung hat die für den Lkw-Verkehr gesperrte Straße neben der Verkehrsverbindung vor allem als Ausflugsstraße für Pkw und Motorräder.
Die Straße ist auch bei Radrennfahrern beliebt, ist sie doch eine der längsten durchgehenden Steigungen der Alpen. Die knapp 1800 Höhenmeter, verteilt auf ca. 30 km Streckenlänge von St. Leonhard bis zur Passhöhe und die fast 800 Höhenmeter lange Schlusssteigung in Serpentinen stellen eine sportliche Herausforderung dar. Seit 1982 findet jährlich Ende August oder Anfang September der Ötztaler Radmarathon statt, hierbei bildet das Timmelsjoch eine besondere Herausforderung, ist es doch die letzte Steigung, nachdem die Teilnehmer – meist Hobbyfahrer – schon von Sölden über Kühtai, Innsbruck, Brennerpass und Jaufenpass gefahren sind. 1988 führte der Giro d’Italia mit einer Etappe von Meran über das Timmelsjoch nach Innsbruck.

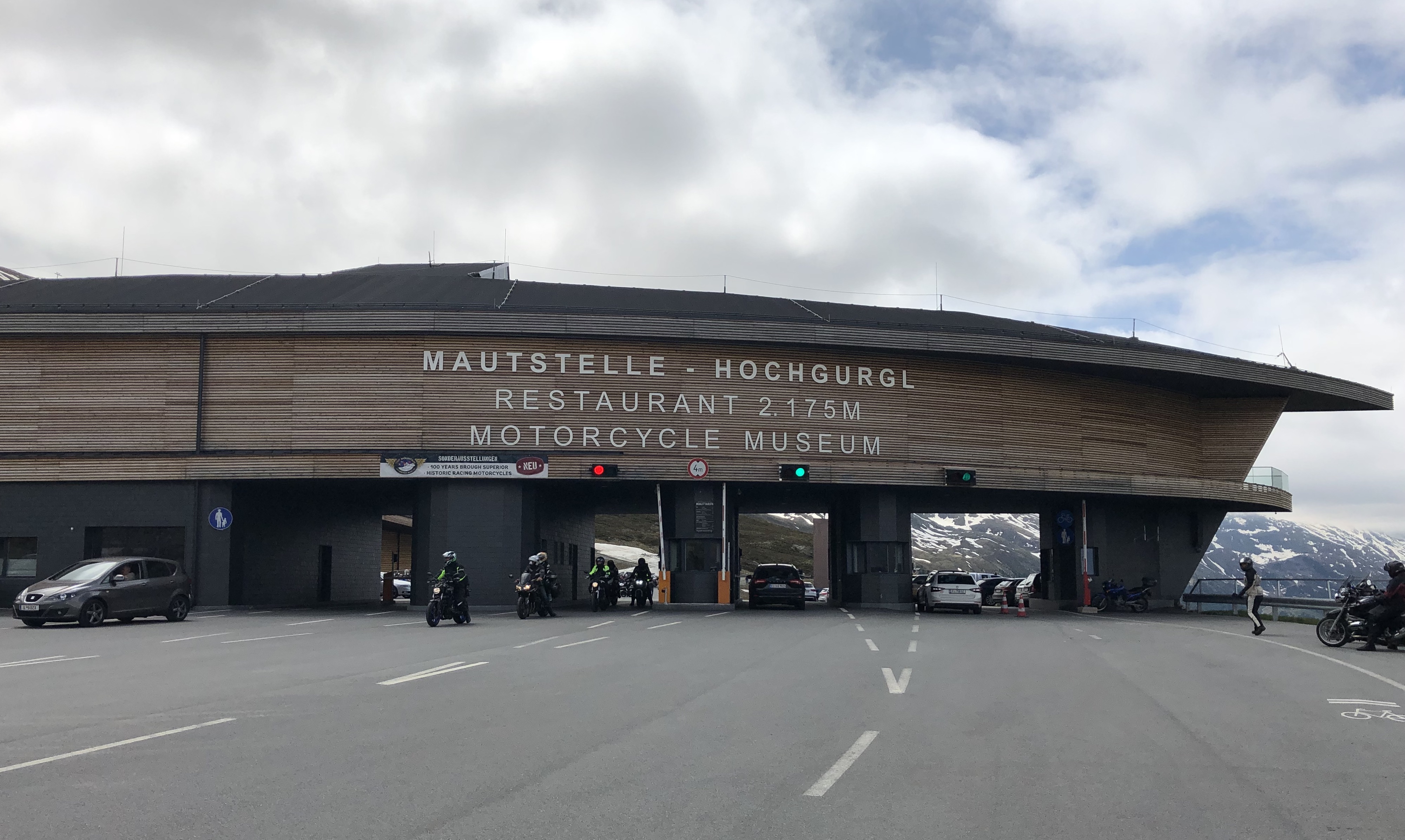
Mautstelle in Hochgurgl, auf 2175 m Höhe in Österreich, Bauwerk errichtet 2015

Mit 2474 m ist das Timmelsjoch Österreichs höchstgelegener Straßengrenzübergang. Knapp oberhalb des Touristenorts Hochgurgl steht die Mautstelle für den mautpflichtigen Teil der Straße. Die Mautgebühr für die italienische Seite wird hier zusammen mit der Maut für die österreichische Seite eingehoben. Die Straße auf Nordtiroler Seite wird von der am 20. August 1955 gegründeten Timmelsjoch-Hochalpenstraße-Aktiengesellschaft betrieben.
Im Gebäude Top Mountain Crosspoint mit einer Geschossfläche von 6060 m² ist seit 2015 die Talstation der Seilbahnanlage Kirchenkarbahn I, ein Bedienungsrestaurant mit Terrasse (280 Innen- und 380 Außensitzplätzen), die Mautstation der Timmelsjoch-Hochalpenstraße sowie das höchstgelegene Motorrad-Museum Europas (Top Mountain Motorcycle Museum) untergebracht. Im Jänner 2021 brannte das Museum durch einen technischen Defekt ab. Mit viel Unterstützung der Oldtimerszene wurde die Ausstellung Ende 2021 wieder eröffnet.

## Die „Timmelsjoch-Erfahrung“
Der Architekt Werner Tscholl erarbeitete zusammen mit dem Ingenieur Siegfried Pohl im Auftrag der Südtiroler Landesregierung einen Masterplan für ein neues Erscheinungsbild der Hochalpenstraße. Timmelsjoch-Erfahrung nennt sich das Ergebnis, ein System von Gestaltungselementen, die über Natur, Geschichte, Kultur, Gesellschaft und Wirtschaft der Region informieren sollen. Es entstanden zwischen Moos und Hochgurgl begehbare Skulpturen aus zum Teil eingefärbtem Beton. Die fünf im Jahr 2011 fertiggestellten Stationen wurden 2018 durch eine sechste ergänzt (Transit).

### Steg

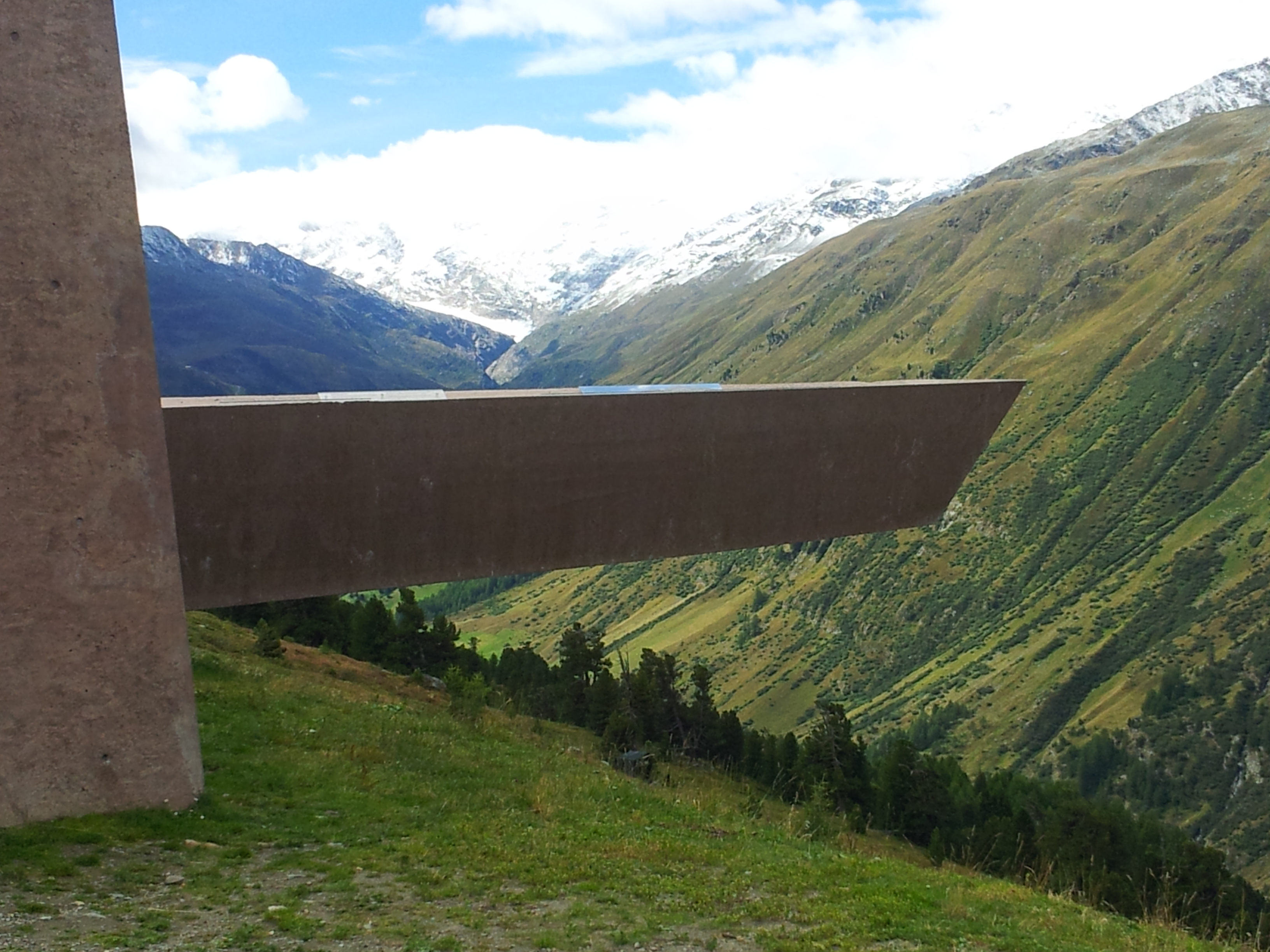
Steg

Es handelt sich um eine Betonskulptur (46° 54′ 32,5″ N, 11° 3′ 9,5″ O) nahe der Mautstation, die zehn Meter über den Talgrund bei Hochgurgl hinaus kragt. Im geschlossenen Bereich findet man Informationen zur Gletscherlandschaft und zu den Siedlungen der Gegend.

### Schmuggler

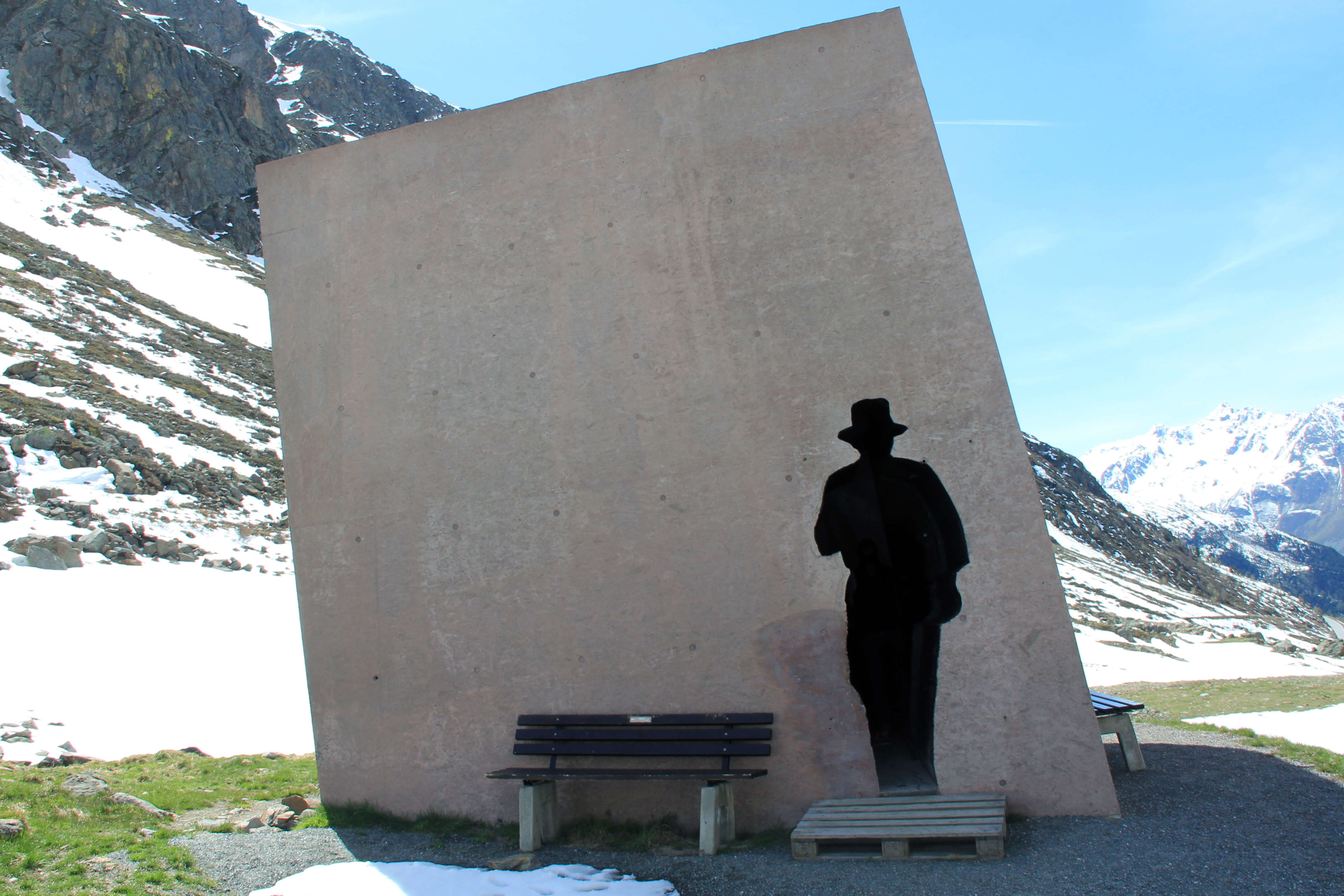
Schmuggler

In einem begehbaren Betonwürfel (46° 55′ 8,1″ N, 11° 4′ 20,2″ O) mit einer Aussparung in Form einer menschlichen Figur wird die Geschichte vom Schmuggeln an diesem Ort erzählt. 

### Passmuseum

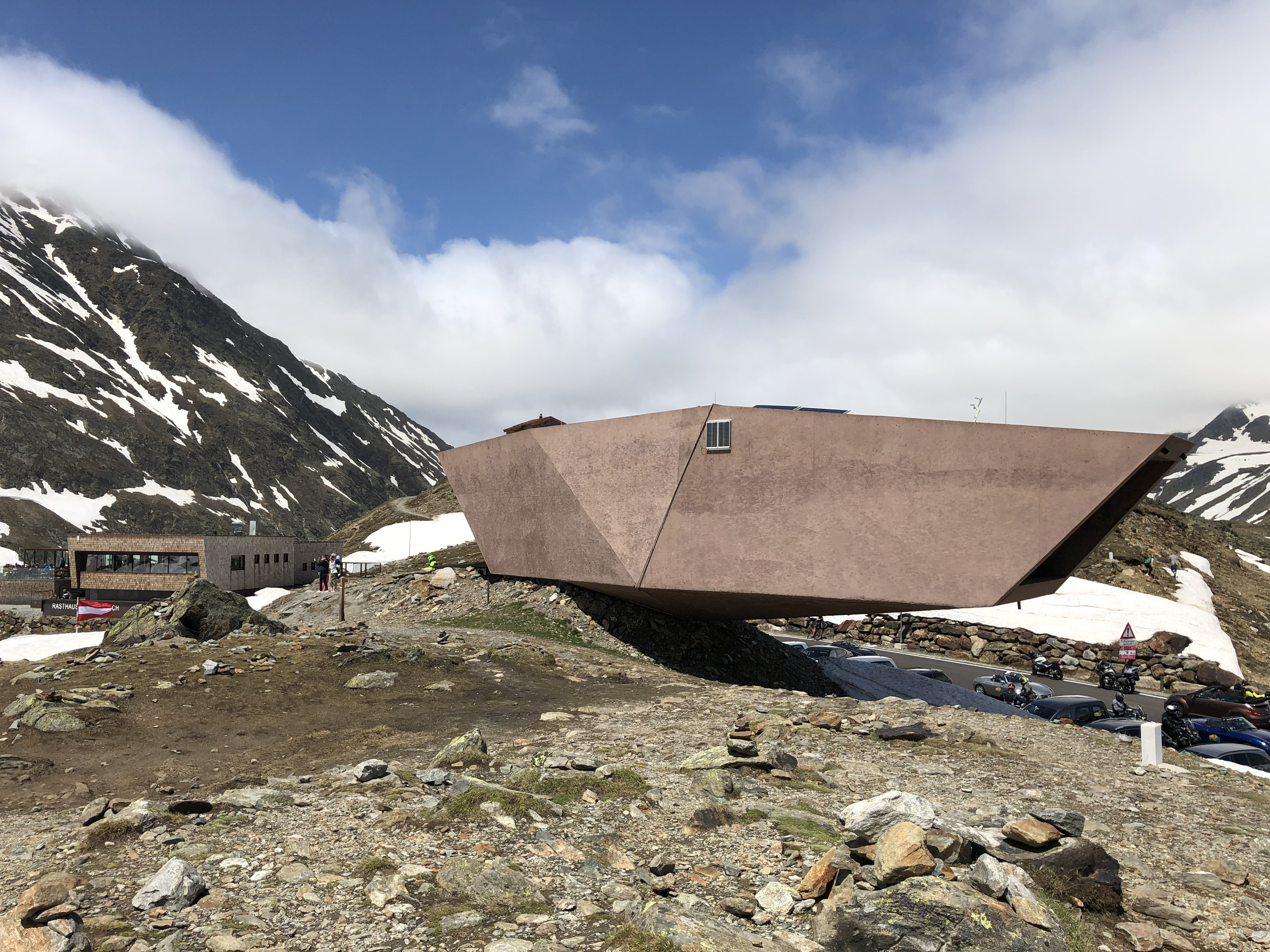
Passmuseum

Das Passmuseum (46° 54′ 18,5″ N, 11° 5′ 50,5″ O) auf der Passhöhe ist ein spektakulär um 16 Meter über die Landesgrenze auskragender, rot eingefärber Beton-Hohlkörper mit gebrochenen Wänden. Es beinhaltet einen Raum, der an eine Eishöhle erinnert. Historische Fotos an den Wänden zeigen die Geschichte der Hochalpenstraße.

### Transit
In der ehemaligen Kaserne knapp unterhalb der Passhöhe (46° 54′ 14,8″ N, 11° 5′ 52,2″ O), die 1930 erbaut wurde, werden Bilder zum Straßenbau ausgestellt und Interviews mit Zeitzeugen präsentiert.

### Fernrohr

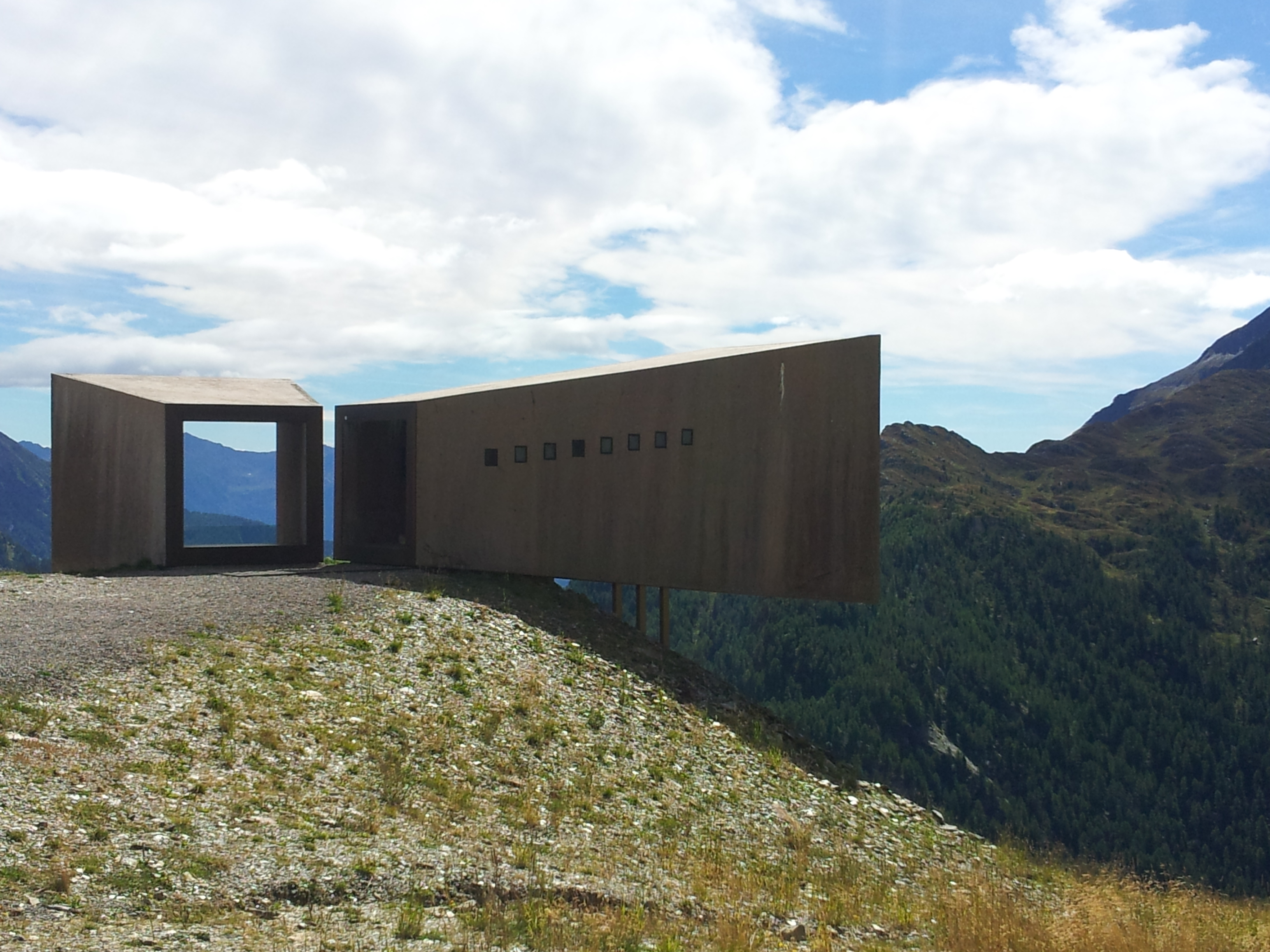
Fernrohr

Zwei in einem Winkel angeordnete Baukörper (46° 53′ 34,3″ N, 11° 7′ 14,7″ O) weiten sich wie ein Fernrohr auf und bilden den Rahmen um einen Panoramablick. Hier kann man sich über die Geologie und die Tierwelt des hochalpinen Raums informieren.

### Granat
Diese Station (46° 49′ 57,1″ N, 11° 10′ 10,1″ O) liegt oberhalb von Moos und besteht aus einem Schauraum aus Beton und einer offenen, rot lackierten Struktur aus Stahl, die einerseits einen Raum ähnlich einer geologischen Formation bildet, andererseits aber auch Aussichtsplattform ist. Der Bau wird nachts angestrahlt und ist dann weithin sichtbar.

## Filme
- Timmelsjoch – Wenn Grenzen verbinden (2018): Dokumentarfilm von Philipp J. Pamer